# 론 시퍼스 존스
론 시퍼스 존스(영어: Ron Cephas Jones 1957년 1월 8일~2023년 8월 19일)는 미국의 배우이다. 드라마 《루크 케이지》에 출연하였다.

## 같이 보기
- 자스민 시퍼스 존스